# Bourecq
Bourecq est une commune française située dans le département du Pas-de-Calais, en région des Hauts-de-France. Ses habitants sont appelés les Bourecquois. Sa population est de 575 habitants au dernier recensement de 2022. La commune est membre de la communauté d'agglomération de Béthune-Bruay, Artois-Lys Romane.

## Géographie

### Localisation
Localisée dans le centre-est du département du Pas-de-Calais et dans la vallée de la  Nave, Bourecq, limitrophe, à l'est, de la commune de Lillers, est située, à vol d'oiseau, à 15 km au nord-ouest de la commune de Béthune (chef-lieu d'arrondissement).
Le territoire de la commune est limitrophe de ceux de six communes.
Les communes limitrophes sont Ham-en-Artois, Lespesses, Lillers, Norrent-Fontes, Saint-Hilaire-Cottes et Ecquedecques.

### Géologie et relief
La superficie de la commune est de 4,02 km2 ; son altitude varie de 22  à   49 m.
On distingue, localement, dans la commune, quelques affleurements tertiaires, comme aussi dans la proche région à Aumerval, Burbure, Divion, Fléchin. Ces affleurements du Cénozoïque peuvent abriter une flore originale.

### Hydrographie
Le territoire de la commune est situé dans le bassin Artois-Picardie.
Il est traversé par quatre cours d'eau :
- la Nave, rivière d'une longueur de 21,9 km, qui prend sa source à Fontaine-lès-Hermans, pour se jeter dans la Clarence à hauteur de Gonnehem[5],[6] ;
- le ruisseau du Warrenghem, d'une longueur de 2,61 km[7] ;
- le Manqueville, d'une longueur de 1,71 km[8] ;
- et un cours d'eau au toponyme hydrographique inconnu, d'une longueur de 24,99 km[9] ;

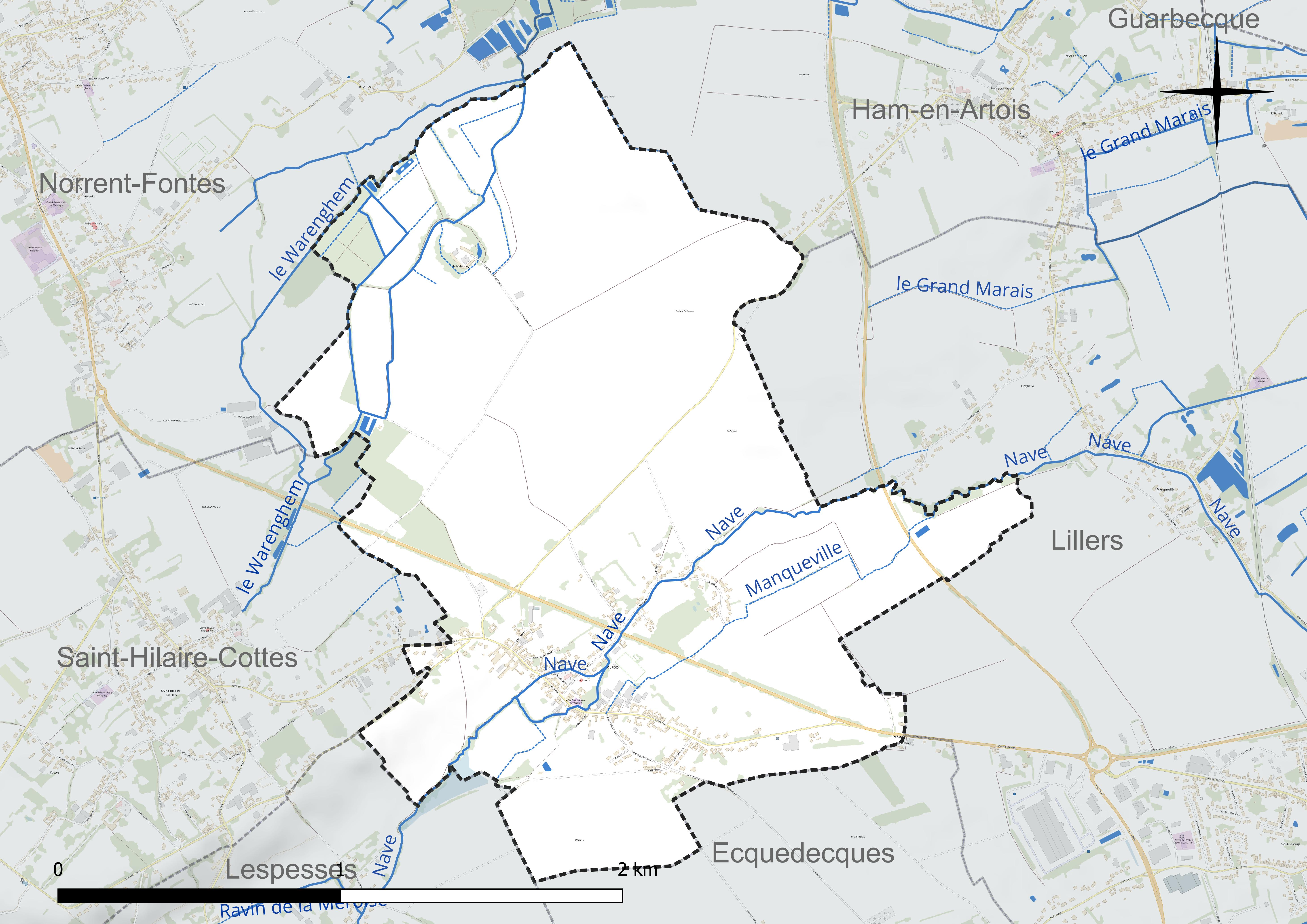
Réseau hydrographique de Bourecq[Note 1].
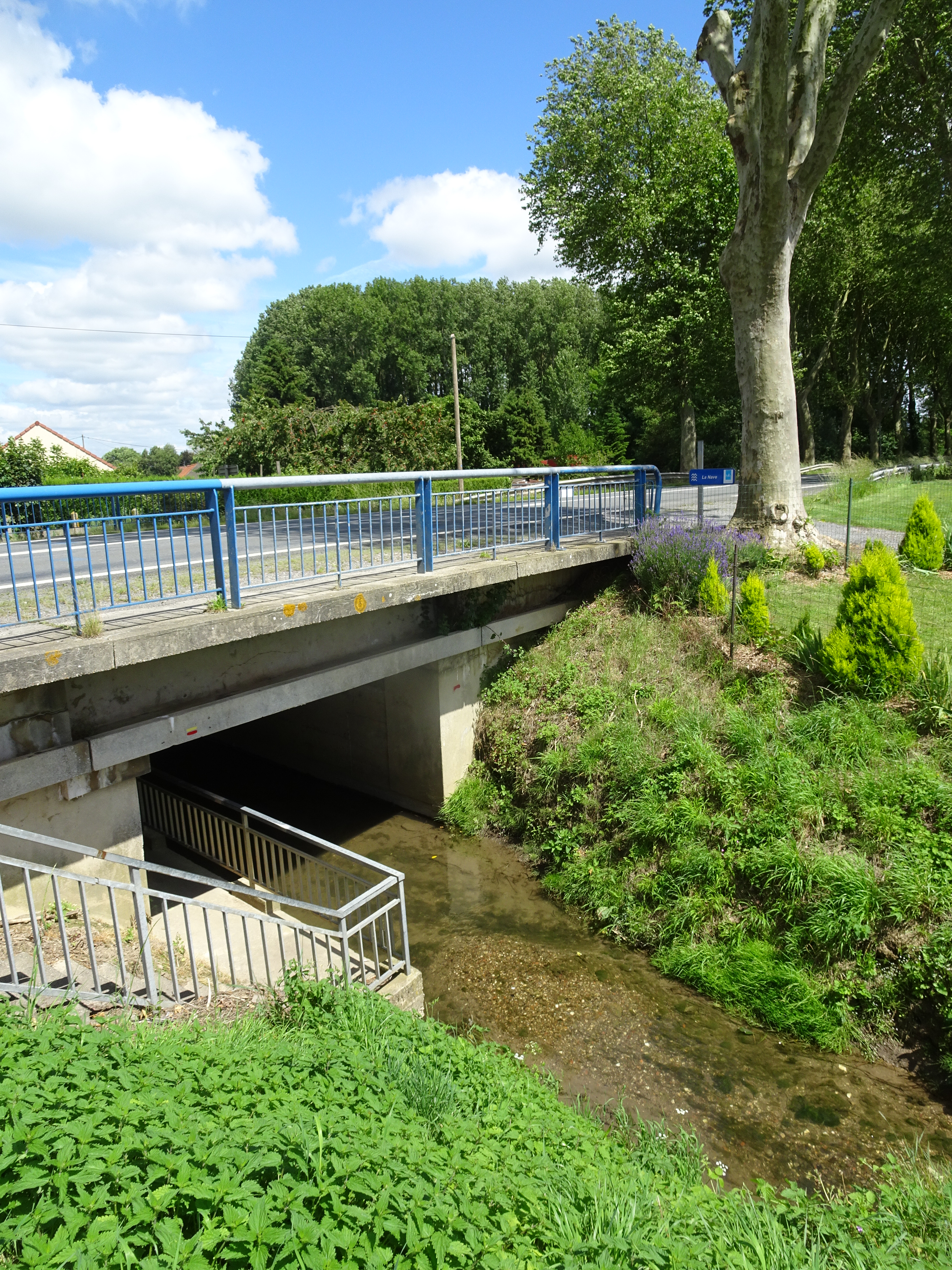
La Nave à Bourecq.

### Climat
Pour des articles plus généraux, voir climat des Hauts-de-France et climat du Pas-de-Calais.
En 2010, le climat de la commune est de type climat océanique altéré, selon une étude du CNRS s'appuyant sur une série de données couvrant la période 1971-2000. En 2020, Météo-France publie une typologie des climats de la France métropolitaine dans laquelle la commune est exposée à un climat océanique et est dans la région climatique Côtes de la Manche orientale, caractérisée par un faible ensoleillement (1 550 h/an) ; forte humidité de l’air (plus de 20 h/jour avec humidité relative > 80 % en hiver), vents forts fréquents.
Pour la période 1971-2000, la température annuelle moyenne est de 10,3 °C, avec une amplitude thermique annuelle de 13,7 °C. Le cumul annuel moyen de précipitations est de 804 mm, avec 12,4 jours de précipitations en janvier et 8,7 jours en juillet. Pour la période 1991-2020, la température moyenne annuelle observée sur la station météorologique la plus proche, située sur la commune de Lillers à 3 km à vol d'oiseau, est de 11,1 °C et le cumul annuel moyen de précipitations est de 731,5 mm,. Pour l'avenir, les paramètres climatiques de la commune estimés pour 2050 selon différents scénarios d'émission de gaz à effet de serre sont consultables sur un site dédié publié par Météo-France en novembre 2022.
| Mois                                  | jan.           | fév.           | mars           | avril         | mai         | juin          | jui.        | août          | sep.          | oct.          | nov.          | déc.           | année      |
| ------------------------------------- | -------------- | -------------- | -------------- | ------------- | ----------- | ------------- | ----------- | ------------- | ------------- | ------------- | ------------- | -------------- | ---------- |
| Température minimale moyenne (°C)     | 2,2            | 1,8            | 3,1            | 4,8           | 8,1         | 11            | 12,8        | 12,9          | 10,3          | 8,3           | 5,4           | 2,9            | 7          |
| Température moyenne (°C)              | 4,7            | 4,8            | 7,2            | 10,2          | 13,1        | 16,1          | 18,2        | 18,2          | 15,5          | 12,1          | 8,2           | 5,4            | 11,1       |
| Température maximale moyenne (°C)     | 7,2            | 7,8            | 11,3           | 15,7          | 18,2        | 21,3          | 23,6        | 23,4          | 20,7          | 15,9          | 11            | 7,8            | 15,3       |
| Record de froid (°C) date du record   | −14,5 25.01.13 | −16,3 04.02.12 | −10,3 13.03.13 | −5,4 08.04.03 | −1 14.05.10 | 1,9 01.06.11  | 4 03.07.11  | 5,4 31.08.11  | 0,6 30.09.18  | −4,5 28.10.03 | −5,3 30.11.16 | −11,3 18.12.10 | −16,3 2012 |
| Record de chaleur (°C) date du record | 15,9 01.01.22  | 18,8 24.02.21  | 24,8 31.03.21  | 27,3 20.04.18 | 32 27.05.05 | 34,1 29.06.19 | 41 25.07.19 | 37,5 06.08.03 | 34,3 09.09.23 | 29 01.10.11   | 20,7 07.11.15 | 16,5 30.12.22  | 41 2019    |
| Précipitations (mm)                   | 60,2           | 51,3           | 46,5           | 44,1          | 57,5        | 60            | 65,4        | 69,6          | 59,6          | 67,3          | 73,6          | 76,4           | 731,5      |

## Urbanisme

### Typologie
Au 1er janvier 2024, Bourecq est catégorisée commune rurale à habitat dispersé, selon la nouvelle grille communale de densité à sept niveaux définie par l'Insee en 2022.
Elle appartient à l'unité urbaine de Norrent-Fontes, une agglomération intra-départementale regroupant trois  communes, dont elle est une commune de la banlieue,,. Par ailleurs la commune fait partie de l'aire d'attraction d'Aire-sur-la-Lys, dont elle est une commune de la couronne,. Cette aire, qui regroupe 15 communes, est catégorisée dans les aires de moins de 50 000 habitants,.

### Occupation des sols
L'occupation des sols de la commune, telle qu'elle ressort de la base de données européenne d’occupation biophysique des sols Corine Land Cover (CLC), est marquée par l'importance des territoires agricoles (92,7 % en 2018), une proportion identique à celle de 1990 (92,7 %). La répartition détaillée en 2018 est la suivante : 
terres arables (66,9 %), zones agricoles hétérogènes (17,6 %), prairies (8,2 %), zones urbanisées (7,3 %). L'évolution de l’occupation des sols de la commune et de ses infrastructures peut être observée sur les différentes représentations cartographiques du territoire : la carte de Cassini (XVIIIe siècle), la carte d'état-major (1820-1866) et les cartes ou photos aériennes de l'IGN pour la période actuelle (1950 à aujourd'hui).

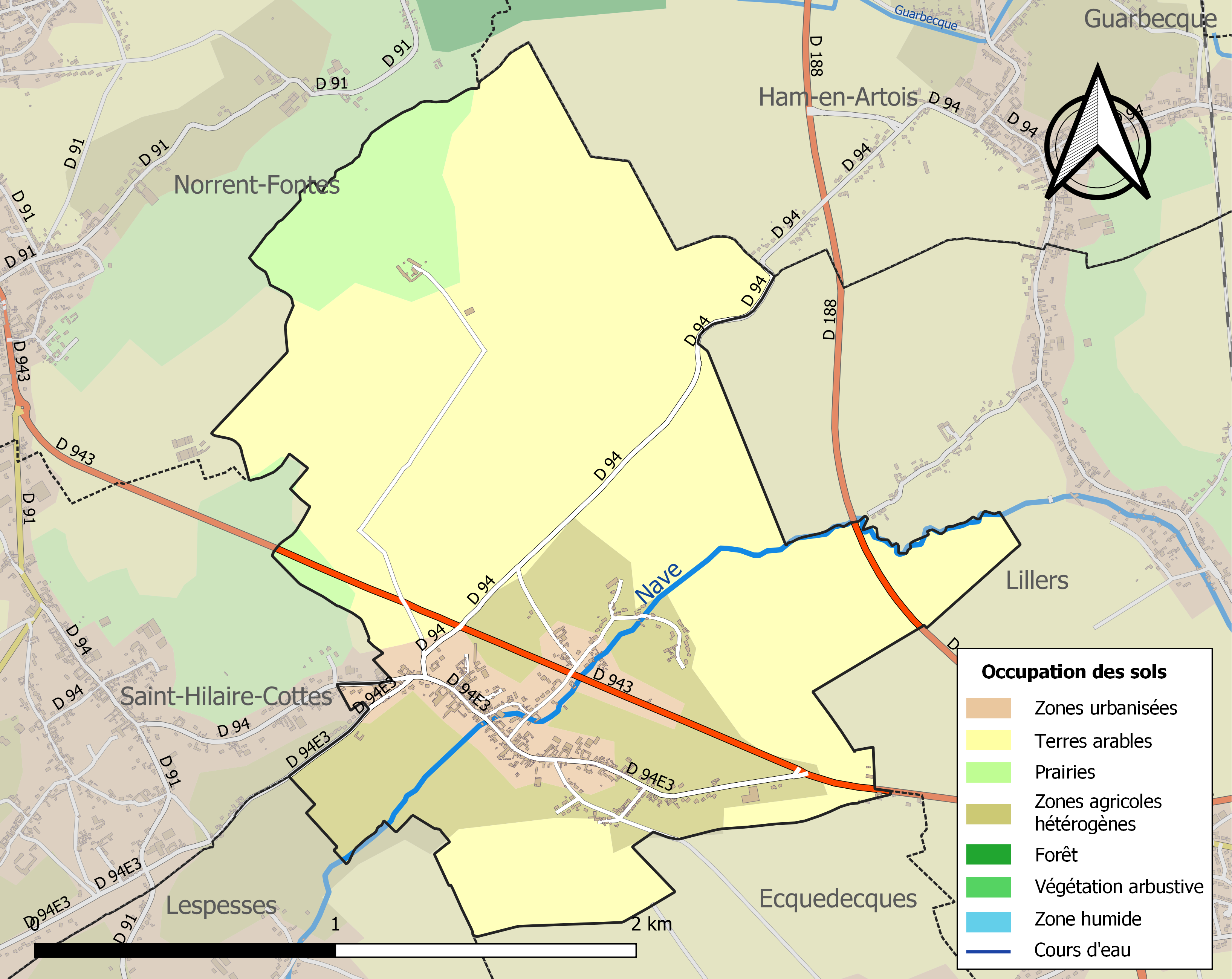
Carte des infrastructures et de l'occupation des sols de la commune en 2018 (CLC).

### Voies de communication et transports

#### Voies de communication
La commune est desservie par les routes départementales D 94, D 94E3 et D 943 (ancienne RN 43) reliant Béthune à Aire-sur-la-Lys.
Elle bénéficie de la facilité d'accès, avec la sortie no 5, à l'autoroute A26 (4 km).

#### Transport ferroviaire
La commune se trouve à 4 km de la gare de Lillers, située sur la ligne d'Arras à Dunkerque-Locale, desservie par des trains TER Hauts-de-France.

## Toponymie
Le nom de la localité est attesté sous les formes Botritium in pago terragoneusium (XIIe siècle), Botricium et Borrec (1093), Borrech (1160), Bosrech (1200), Borecht (1249), Bourrech (1512), Bourets (1720), Bouret (1793), Bouret et Bourecq depuis 1801.

## Histoire
Le site a été parcouru ou même sans doute habité à l'époque gallo-romaine, comme l'a attesté la découverte d'une pièce  de monnaie (un antoninien) près de l'église.
En 831, une petite communauté de dix chanoines, relevant de l'abbaye de Saint-Riquier, y était installée et disposait d'une petite bibliothèque ainsi que de divers objets liturgiques d'une certaine valeur, dont un « scyphus » (gobelet) en argent et une dalmatique.
Bourecq avait pour dépendances deux domaines et leur église respective, Thiennes et Nedon. Celle-ci disparut probablement dès la fin du IXe siècle ou au IXe siècle.
Au XIIIe siècle, le château appartenait aux Malaunoy. En 1204, le seigneur de Malanoi, Hugo de Malo-Alneto, fut l'un des garants au nom du roi de France de l'observation de la capitulation de Rouen et, cinq ans plus tard (en 1209), jura à Philippe Auguste de l'aider contre toute personne, sauf la dame de Lillers et le comte de Flandres.
En 1520, cet important château de Malannoy appartenait à Charles de Croy, comte de Chimay, parrain de Charles Quint. Il fut détruit en 1543 par l'armée du duc de Vendôme.
La seigneurie de Bourecq passe après le décès de Jean d'Isque, écuyer, à son neveu, Jean Lesquevistre, qui en « paie relief » à l'évêque de Thérouanne en janvier 1548.
Au centre du village, près de l'église, le manoir féodal, fortifié au XVIe siècle, fut agrandi.
François Perrochel, évêque de Boulogne-sur-Mer (de 1643 à 1675), après sa visite de la paroisse, refusa l'invitation du châtelain malgré l'orage menaçant, ce qui fut l'occasion d'une anecdote de plus à propos de ce dignitaire estimé de l'Église.
En mars 1790, lors de la Révolution française, « la Communauté de Bourecq-en-Artois annonce que les déclarations patriotiques des habitants s'élèvent à 1192 livres 17 sols, quoiqu'il y en ait à peine trois qui jouissent de 400 livres de revenu ». Sous la Révolution de 1789, Pierre Paul Saligot, « curé jureur », se rendit « fameux pour s'être toujours montré anti-évêque et anti-religieux ».
Vers 1830, les fontaines de Bourecq et des villages environnants sont comparées à « de véritables jets d'eau naturels ».
Vers 1860-1870, l'école primaire de Louis Vendeuse dispose de jardins scolaires, dans le style des jardins ouvriers.

## Politique et administration

### Découpage territorial
La commune se trouve dans l'arrondissement de Béthune du département du Pas-de-Calais depuis 1801.

#### Commune et intercommunalités
La commune est membre de la communauté d'agglomération de Béthune-Bruay, Artois-Lys Romane qui regroupe 100 communes et compte 275 327 habitants en 2021.

#### Circonscriptions administratives
La commune est rattachée au canton de Norrent-Fontes de 1801 à 2014, puis, depuis 2015, au canton de Lillers.

#### Circonscriptions électorales
Pour l'élection des députés, la commune fait partie de la huitième circonscription du Pas-de-Calais.

### Élections municipales et communautaires

#### Liste des maires
| Période                                  | Période                   | Identité            | Étiquette | Qualité         |
| ---------------------------------------- | ------------------------- | ------------------- | --------- | --------------- |
| Les données manquantes sont à compléter. |                           |                     |           |                 |
| 1804                                     |                           | Pigouche            |           |                 |
| vers 1865                                |                           | M. de Saint-Laurent |           |                 |
| Les données manquantes sont à compléter. |                           |                     |           |                 |
| avant 1995                               | mars 2008                 | Francis Hernu       |           |                 |
| mars 2008                                | mai 2020                  | Paul-André Défossez |           | retraité        |
| 23 mai 2020                              | En cours (au 27 mai 2020) | Alain Barrois       |           | ancien ouvrier, |

## Équipements et services publics

### Justice, sécurité, secours et défense
La commune dépend du tribunal judiciaire de Béthune, du conseil de prud'hommes de Béthune, de la cour d'appel de Douai, du tribunal de commerce d'Arras, du tribunal administratif de Lille, de la cour administrative d'appel de Douai et du tribunal pour enfants de Béthune.

## Population et société

### Démographie
Les habitants de la commune sont appelés les Bourecquois.

#### Évolution démographique
L'évolution du nombre d'habitants est connue à travers les recensements de la population effectués dans la commune depuis 1793. Pour les communes de moins de 10 000 habitants, une enquête de recensement portant sur toute la population est réalisée tous les cinq ans, les populations de référence des années intermédiaires étant quant à elles estimées par interpolation ou extrapolation. Pour la commune, le premier recensement exhaustif entrant dans le cadre du nouveau dispositif a été réalisé en 2005.

En 2022, la commune comptait 575 habitants, en évolution de −6,66 % par rapport à 2016 (Pas-de-Calais : −0,72 %, France hors Mayotte : +2,11 %).
| 1793 | 1800 | 1806 | 1821 | 1831 | 1836 | 1841 | 1846 | 1851 |
| ---- | ---- | ---- | ---- | ---- | ---- | ---- | ---- | ---- |
| 460  | 412  | 421  | 492  | 518  | 517  | 487  | 505  | 540  |

| 1856 | 1861 | 1866 | 1872 | 1876 | 1881 | 1886 | 1891 | 1896 |
| ---- | ---- | ---- | ---- | ---- | ---- | ---- | ---- | ---- |
| 551  | 596  | 599  | 607  | 591  | 576  | 560  | 514  | 515  |

| 1901 | 1906 | 1911 | 1921 | 1926 | 1931 | 1936 | 1946 | 1954 |
| ---- | ---- | ---- | ---- | ---- | ---- | ---- | ---- | ---- |
| 532  | 549  | 539  | 565  | 550  | 544  | 539  | 540  | 556  |

| 1962 | 1968 | 1975 | 1982 | 1990 | 1999 | 2005 | 2006 | 2010 |
| ---- | ---- | ---- | ---- | ---- | ---- | ---- | ---- | ---- |
| 578  | 565  | 607  | 556  | 560  | 517  | 519  | 518  | 571  |

| 2015 | 2020 | 2022 | - | - | - | - | - | - |
| ---- | ---- | ---- | - | - | - | - | - | - |
| 604  | 589  | 575  | - | - | - | - | - | - |

#### Pyramide des âges
En 2018, le taux de personnes d'un âge inférieur à 30 ans s'élève à 37,3 %, soit au-dessus de la moyenne départementale (36,7 %). À l'inverse, le taux de personnes d'âge supérieur à 60 ans est de 24,3 % la même année, alors qu'il est de 24,9 % au niveau départemental.
En 2018, la commune comptait 304 hommes pour 318 femmes, soit un taux de 51,13 % de femmes, légèrement inférieur au taux départemental (51,5 %).
Les pyramides des âges de la commune et du département s'établissent comme suit.
| Hommes | Classe d’âge | Femmes |
| ------ | ------------ | ------ |
| 0,7    | 90 ou +      | 1,0    |
| 5,9    | 75-89 ans    | 6,0    |
| 17,7   | 60-74 ans    | 17,3   |
| 17,4   | 45-59 ans    | 20,9   |
| 20,5   | 30-44 ans    | 17,9   |
| 19,1   | 15-29 ans    | 16,6   |
| 18,8   | 0-14 ans     | 20,3   |

| Hommes | Classe d’âge | Femmes |
| ------ | ------------ | ------ |
| 0,5    | 90 ou +      | 1,6    |
| 5,6    | 75-89 ans    | 8,9    |
| 16,7   | 60-74 ans    | 18,1   |
| 20,2   | 45-59 ans    | 19,2   |
| 18,9   | 30-44 ans    | 18,1   |
| 18,2   | 15-29 ans    | 16,2   |
| 19,9   | 0-14 ans     | 17,9   |

## Économie
L'activité économique est animée par quelques commerces de proximité et artisans ainsi que par des exploitants agricoles  (traiteur, menuisier ébéniste, vente directe de produits de la ferme, surface commerciale).

## Culture locale et patrimoine

### Lieux et monuments
- L'ancien manoir fortifié du XVIe siècle[52],[53], situé sur la place centrale du village : ce manoir (« avec donjon, meurtrières et mâchicoulis »[54]) a des douves, des écuries, et derrière le bâtiment une immense terre allant jusqu'à la rivière Nave. Le pont-levis a disparu, mais la porte monumentale, d'époque médiévale, et les grilles de l'entrée précèdent un parc planté de conifères qui protège l'habitation principale. Les murs ont, par endroits, plus de sept mètres d'épaisseur, la salle de garde subsiste avec son imposante cheminée d'époque. La demeure, dont les trois quarts ne sont pas habités et restent en l'état, dispose d'une imposante cour intérieure.
- L'église Saint-Riquier[55], datant de 1723[54]. La paroisse possède des reliques de ce saint, qui y fut invoqué (comme dans bien d'autres paroisses) pour des infirmités infantiles[56]
- Le Malannoy, lieu-dit à l'écart (au nord) du village et à l'est de Norrent-Fontes, est aujourd'hui une ferme isolée occupant le site de l'ancien château fort, qui aurait été équipé de douze tours. Il n'en subsiste que le « tronçon » inférieur d'une seule d'entre elles[57]. Une vue aérienne ou par satellite permet de visualiser encore parfaitement le tracé circulaire de cette forteresse qui fut rasée en 1543.
- Le monument aux morts, dont le sommet est orné d'une croix latine[58].

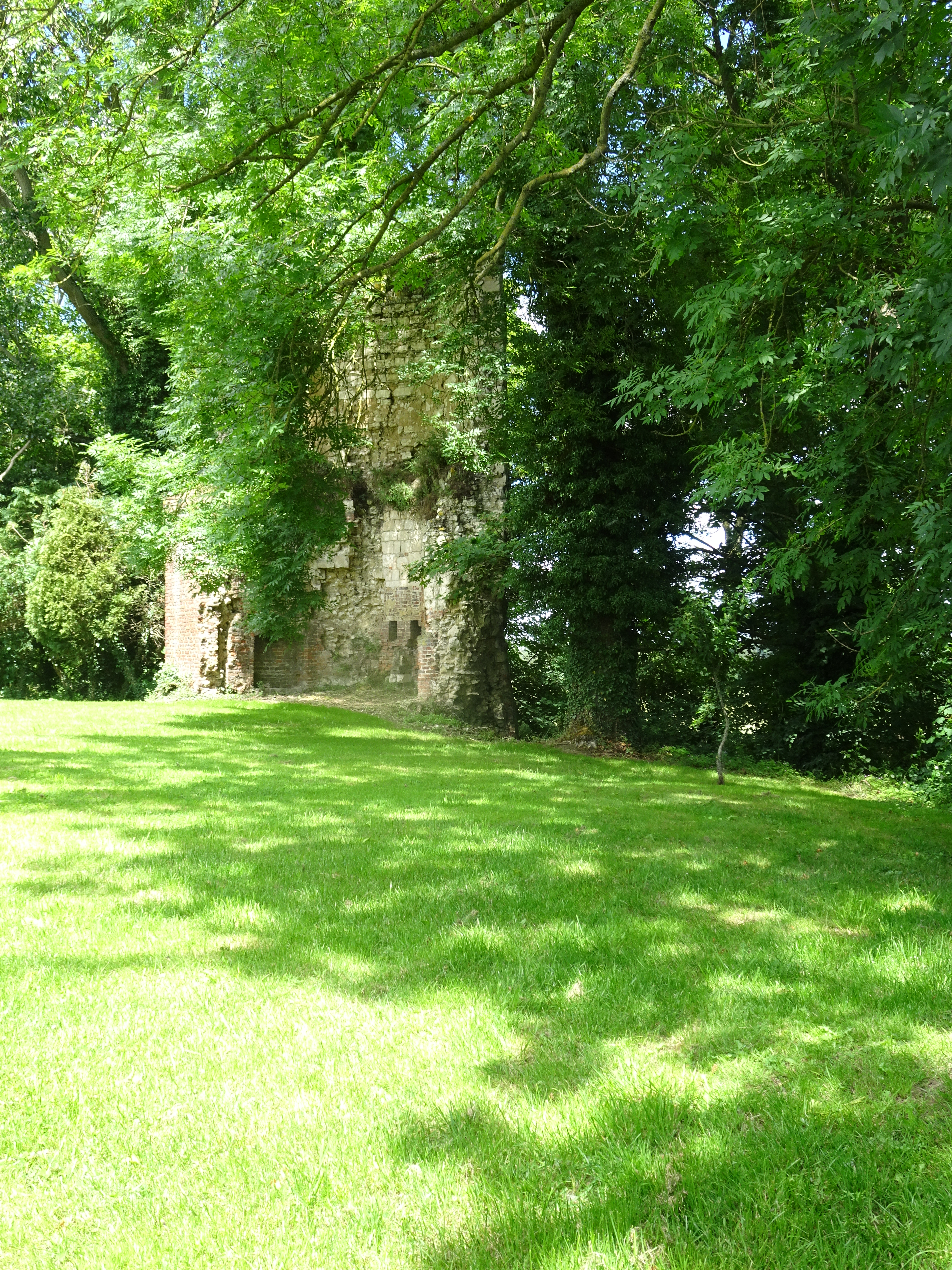
Le Malannoy, lieu-dit à l'écart (au nord) du village.
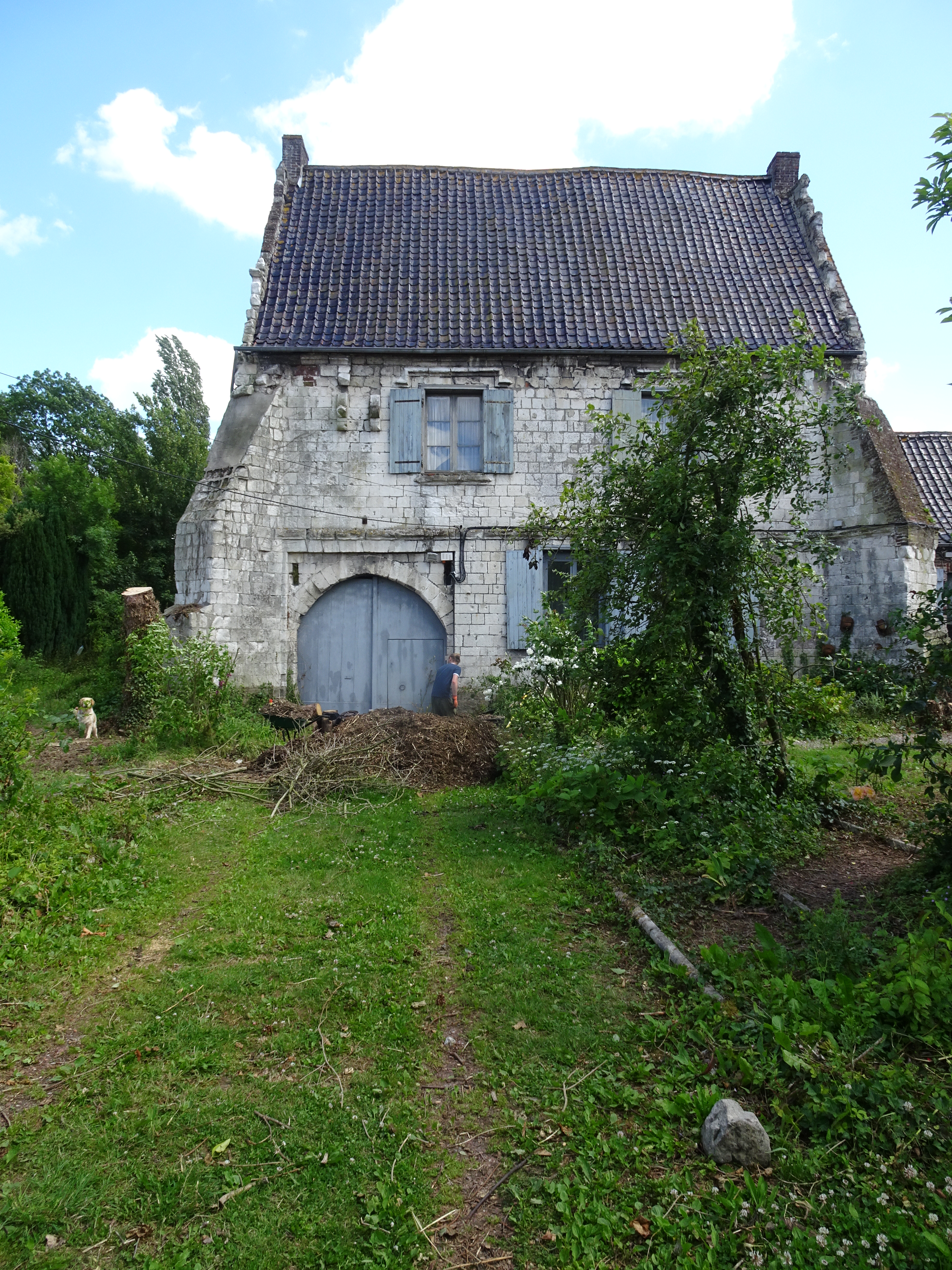
L'ancien manoir fortifié du XVIe siècle.
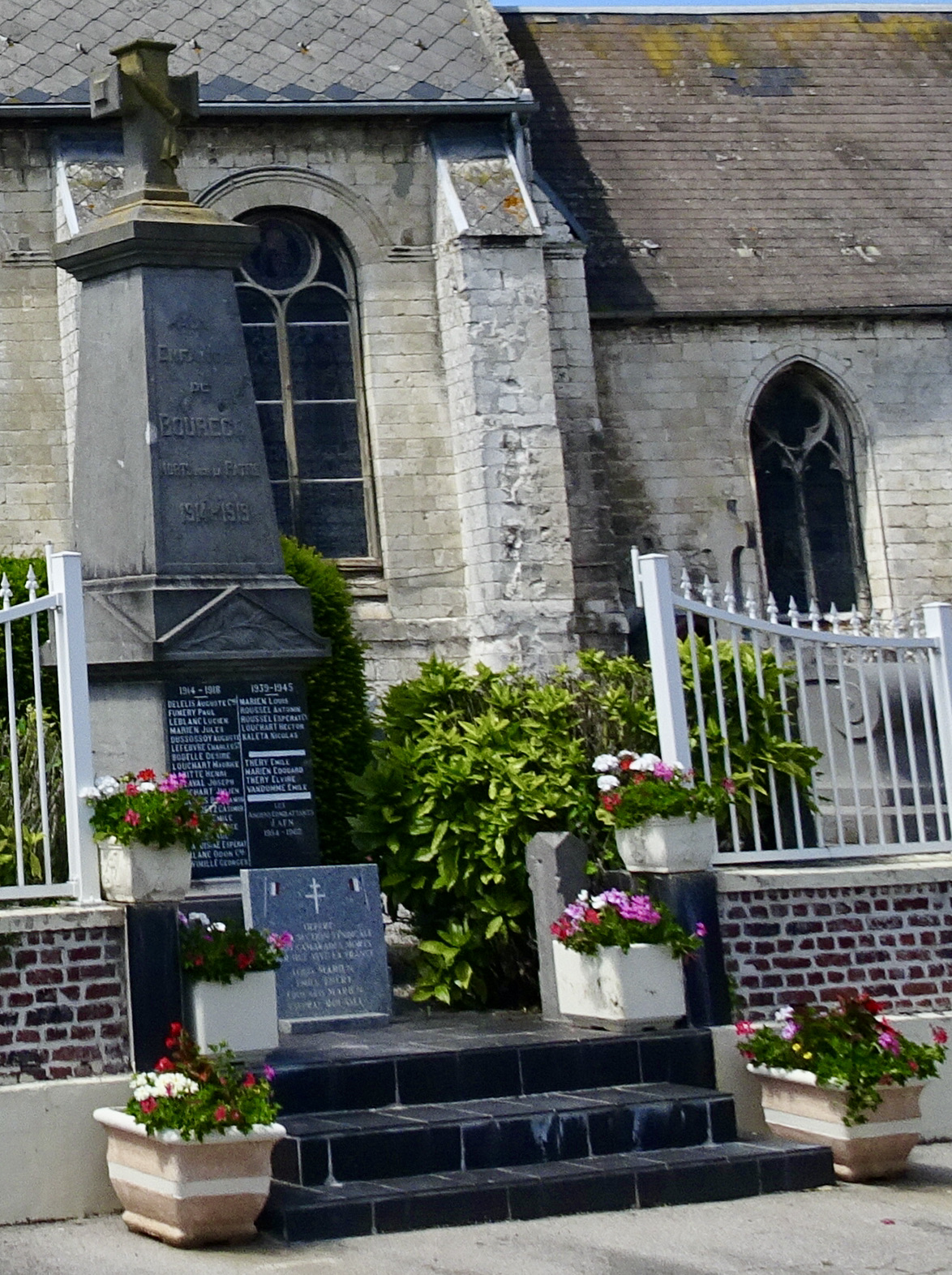
Le monument aux morts.
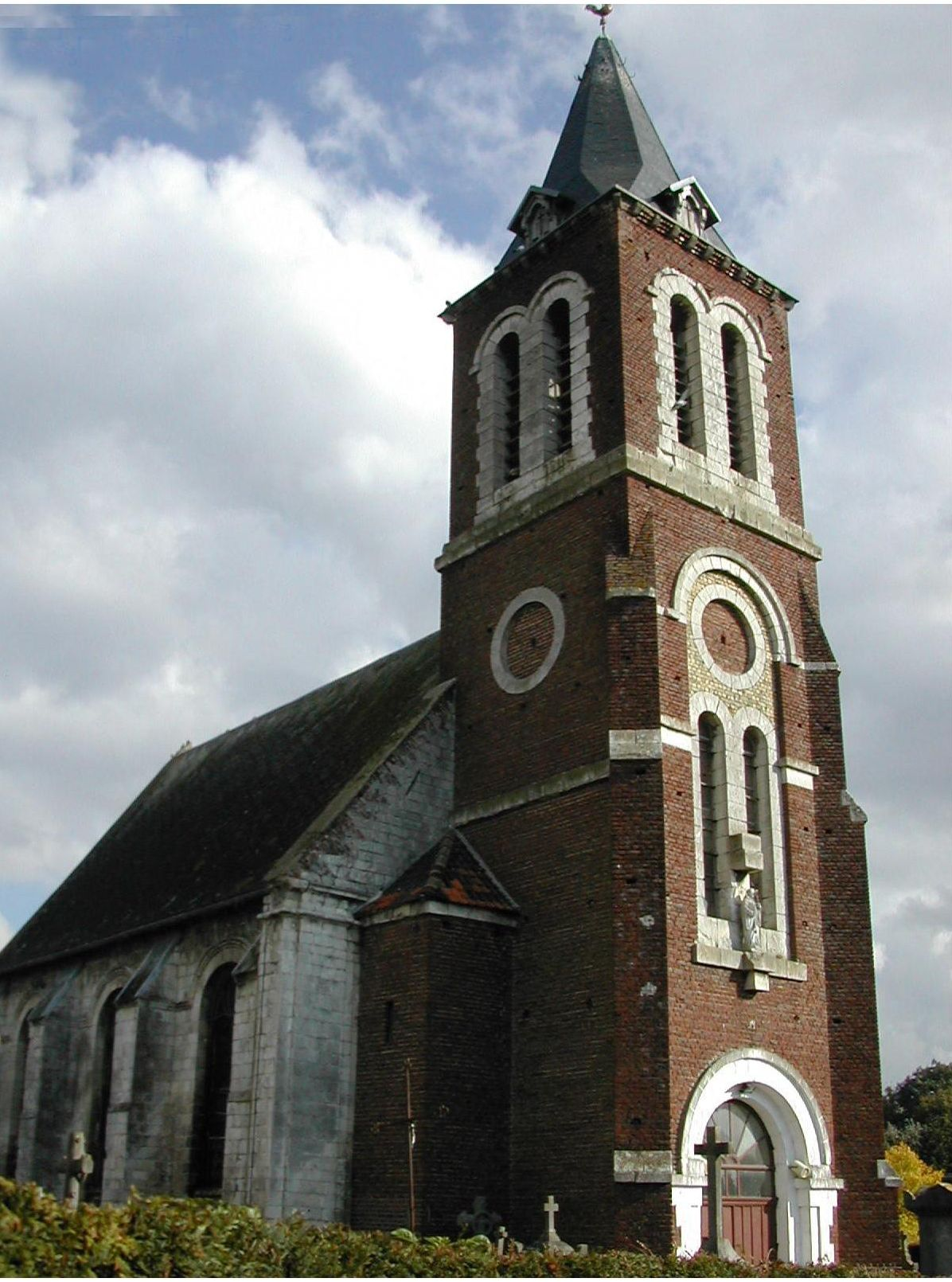
L'église.
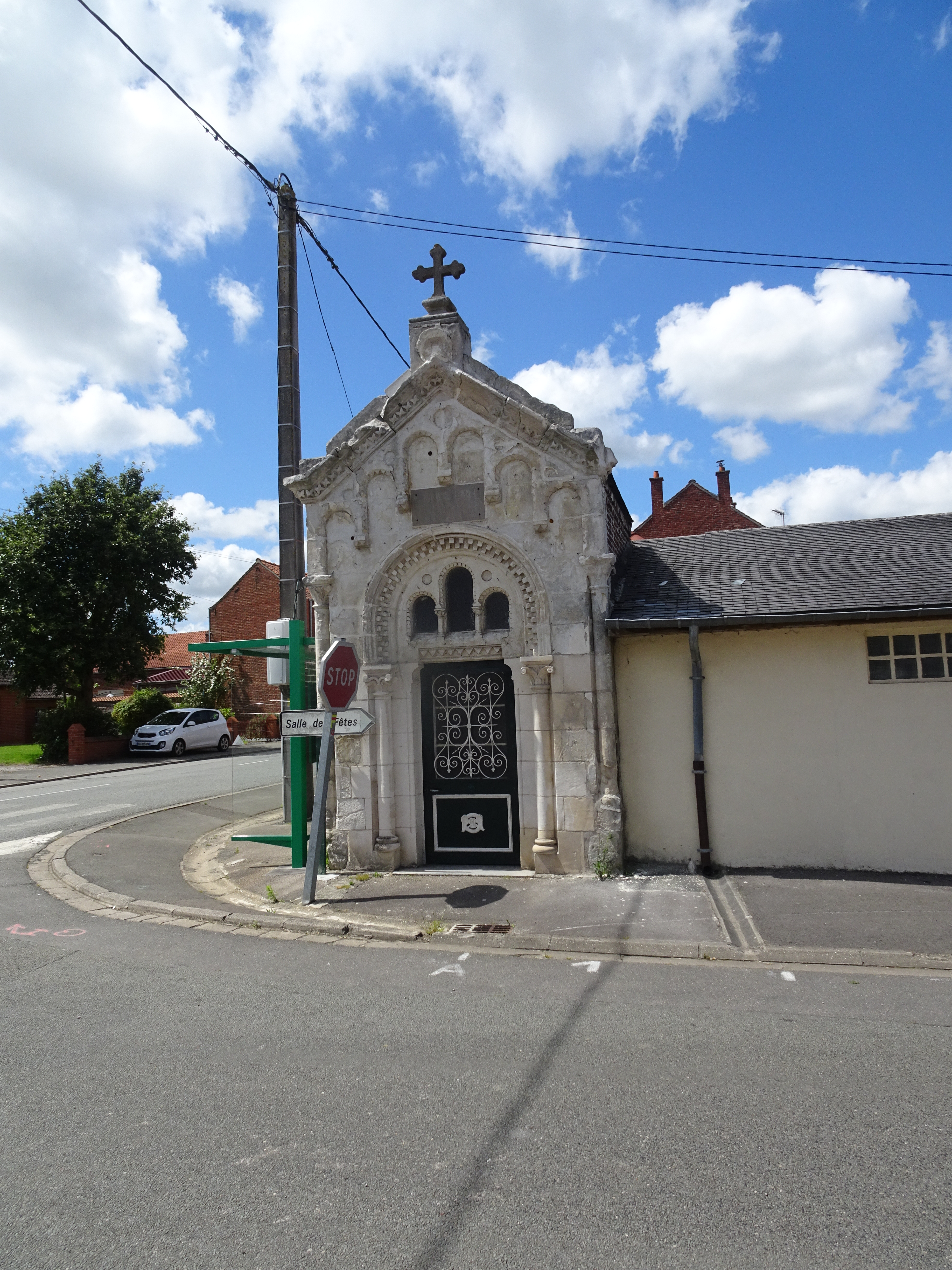
La chapelle, 1 rue de l'église.

### Personnalités liées à la commune
- Henri Delvart (1893-1957), athlète français.
- Maurice Delvart (1899-1986), athlète français.

### Héraldique
| Blason de Bourecq | Blason  | Parti : au 1er de gueules à trois chevrons d'argent, au 2e de gueules fretté d'argent et au franc-canton du même. |
| Blason de Bourecq | Détails | Le statut officiel du blason reste à déterminer.                                                                  |

## Pour approfondir

#### Bases de données, dictionnaires et encyclopédies
- Ressources relatives à la géographie :   - Insee (communes)
  - Ldh/EHESS/Cassini
- Ressource relative à plusieurs domaines :   - Annuaire du service public français
- Notices d'autorité :   - BnF (données)